# Jean-Jacques Lasserre
Pour les articles homonymes, voir Lasserre.
Jean-Jacques Lasserre, né le 11 mars 1944 à Bidache (Basses-Pyrénées), est un homme politique français.
Ancien sénateur, il est actuellement président du conseil départemental des Pyrénées-Atlantiques.

## Parcours professionnel
Fils d’exploitants agricoles de Bidache, Jean-Jacques Lasserre obtient son brevet d’études professionnelles agricoles en 1961 à Masseube dans le Gers. À 17 ans, il commence à travailler dans l’exploitation familiale (maïs et élevage laitier). Il poursuit, pendant trois ans, des études par correspondance à l’école supérieure d'agriculture de Toulouse. Il se marie en 1968. Il est le père de deux enfants, Jean-François et Florence nés respectivement en 1974 et 1976, tous deux élus de Bidache. Son fils Jean-François devient maire de Bidache en 2020.
À partir du milieu des années 1970, Jean-Jacques Lasserre exerce des fonctions d’administrateur au Crédit agricole et au sein de la coopérative agricole basque Lur Berri. C’est là qu’il acquiert une « connaissance des mécanismes économiques » selon ses mots. Il préside Lur Berri de 1987 à 2001. En 2007, il prend sa retraite professionnelle et confie la gestion de l’exploitation familiale (90 hectares) à son fils.
Il est le père de la femme politique et députée, Florence Lasserre, et de la journaliste, Isabelle Lasserre.

## Parcours politique
À l’âge de 20 ans Jean-Jacques Lasserre entame son parcours dans la société civile en intégrant la Jeunesse agricole catholique (devenu Mouvement rural de jeunesse chrétienne en 1963). Ce mouvement indépendant de la politique que Jean-Jacques Lasserre définit comme un « formidable outil d’émancipation de la ruralité » lui procure un « éveil au travail d’équipe ». À 22 ans, il milite comme syndicaliste agricole au Centre départemental des Jeunes agriculteurs. Pour lui, c’est un « moyen de formation au développement économique et territorial ».
Jean-Jacques Lasserre adhère au Centre démocrate en 1975. Par la suite, il est fidèle à ses convictions centristes et quand le Centre démocrate se transforme en Centre des démocrates sociaux, en 1976, puis en Force démocrate, en 1995, Jean-Jacques Lasserre remporte ses mandats électoraux avec le soutien de ces formations politiques.
En 1998, Force démocrate, l’un des six des partis politiques indépendants qui composent alors l'Union pour la démocratie française (créée en 1978), se fond au sein de l’UDF. Jean Jacques Lasserre en devient progressivement l’une des figures dans sa région. En 2007, il rejoint le Mouvement démocrate (qui succède à l’UDF) dont il est aujourd’hui conseiller national et également vice-président pour les Pyrénées-Atlantiques. En 2008, il crée « Forces 64 », un groupe de 19 élus, majoritairement centristes, du conseil général des Pyrénées-Atlantiques.
Pour les élections régionales de 2010, Jean-Jacques Lasserre prend la tête de la liste « Forces Aquitaine » dans les Pyrénées-Atlantiques. En Aquitaine, Forces Aquitaine réalise un score de 15,65 % contre 10,4 % au premier tour, soit la plus forte progression par rapport au PS et à l'UMP. Dans les Pyrénées-Atlantiques, la liste menée par Jean-Jacques Lasserre arrive en troisième position avec 24,10 % des suffrages après avoir réalisé 17,61 % au premier tour.

## Fonctions politiques
Jean-Jacques Lasserre est élu conseiller municipal en 1983 à Bidache. Il est réélu en 1989 puis, est élu maire de cette commune en 1995. En 1984, il crée – avec d’autres — la première communauté de communes du département des Pyrénées-Atlantiques qui regroupe les sept communes du canton de Bidache. C’est par « un projet permanent de développement » qu’il explique la création de cette collectivité territoriale qu’il préside de 1984 à 2001.
En 1982, Jean-Jacques Lasserre est élu conseiller général du canton de Bidache. Il est réélu en 1988, 1994, 2001 et 2008. Il est élu président du conseil général des Pyrénées-Atlantiques de 2001 à 2008. Il exerce la fonction de vice-président délégué de cette collectivité territoriale de 2008 à 2011.
Jean-Jacques Lasserre est conseiller régional de la région Aquitaine. Élu en 1986, il est réélu en 1992, 1998, 2004 et 2010. Il appartient au groupe « Forces Aquitaine » composé de 10 élus.
De 1999 à 2001, Jean-Jacques Lasserre est président du Conseil des élus du Pays basque. En 2008, il est réélu à la présidence de cette association (de type loi de 1901) qui a pour objet la promotion du projet de territoire du Pays basque et qui en élabore les orientations stratégiques (Pays basque 2010, puis Pays basque 2020).
Jean-Jacques Lasserre a été président de la Conférence euro-régionale qui regroupe côté français, l’État français représenté par la préfecture des Pyrénées-Atlantiques, la région Aquitaine, le département des Pyrénées-Atlantiques, le Conseil des élus du Pays basque et, côté espagnol, le gouvernement de la Communauté autonome basque et la Diputación Foral de Gipuzkoa (province basque du Gipuzkoa). Créée en 2006, la Conférence euro-régionale est un type de coopération transfrontalière quasiment unique en Europe[réf. nécessaire].
Le 25 septembre 2011, il est élu sénateur Pyrénées-Atlantiques au second tour avec 47,52 % des voix lors des élections sénatoriales.
En mars 2015, il est élu conseiller départemental du canton du Pays de Bidache, Amikuze et Ostibarre en tandem avec Anne-Marie Bruthé,. Le 2 avril suivant, il est élu à la présidence du département,,.
Il soutient Alain Juppé pour la primaire présidentielle des Républicains de 2016. 
Le 23 février 2017, dans le sillage de François Bayrou dont il est proche, il annonce qu'il votera pour Emmanuel Macron.
Depuis le 18 octobre 2017, il est le trésorier et membre de la commission exécutive de l'Assemblée des Départements de France .
Jean-Jacques Lasserre représente l'Assemblée des Départements de France et les Départements au Comité de Concertation France Très Haut Débit ainsi qu'au Comité de Concertation France-Mobile. Ces deux comités ont pour objet la concertation entre État, collectivités territoriales et grands opérateurs privés sur toutes les questions relatives d'une part au Plan France Très Haut Débit et à la couverture du territoire en téléphonie mobile et accès à l'internet en mobilité. 

## Mandats politiques
- Conseiller général du canton de Bidache (1982-2015)
- Conseiller régional d'Aquitaine (1986-2011)
- Maire de Bidache (1995-2001)
- Sénateur des Pyrénées-Atlantiques (2011-2017)
- Conseiller départemental du canton du Pays de Bidache, Amikuze et Ostibarre (depuis 2015)
- Président du Conseil des élus du Pays basque
- Président de la Conférence euro-régionale
- Trésorier et membre de la commission exécutive de l'Assemblée des Départements de France

## Décorations
- Chevalier de la Légion d'honneur, 14 juillet 2019[12].